# Bangsalan (Sambit)
Bangsalan is een bestuurslaag in het regentschap Ponorogo van de provincie Oost-Java, Indonesië. Bangsalan telt 1455 inwoners (volkstelling 2010).